# Daliang, Tianjin
Daliang är en köping i Kina. Den ligger i storstadsområdet Tianjin, i den norra delen av landet, omkring 48 kilometer norr om stadens centrum.